# Colette (2020)
Colette ist ein US-amerikanischer Dokumentar-Kurzfilm von Anthony Giacchino aus dem Jahr 2020. Der Film zeigt die Reise der französischen Widerstandskämpferin Colette Marin-Catherine zum KZ Mittelbau-Dora, wo ihr Bruder Jean-Pierre Catherine von den Nazis ermordet wurde.

## Inhalt
Zusammen mit der angehenden Historikerin Lucie Fouble reist die 90-jährige Resistance-Kämpferin Colette Marin-Catherine nach Nordhausen zum KZ Mittelbau-Dora. Bisher hatte sie es vermieden, den Ort aufzusuchen, an dem ihr Bruder starb. Die ganze Familie war im Widerstand aktiv. Ihr Bruder sammelte Waffen für den Widerstand und wurde dabei verhaftet. Er starb mit 19 Jahren im KZ an den Folgen der Zwangsarbeit bei gleichzeitiger Unterernährung.
Wegen ihrer Erfahrungen vermied sie auch jede Reise nach Deutschland. Fouble hatte zu ihr Kontakt aufgenommen, nachdem sie zu ihrem Bruder recherchiert hatte.
In Nordhausen möchte der ehemalige Bürgermeister Manfred Schröter einige Worte an sie richten, doch Colette unterbricht ihn. Am nächsten Tag besuchen sie die Gedenkstätte des KZs, wo sie sich den vermuteten Schlafplatz sowie die Tunnel, in denen die Gefangenen zum Bau der V2-Raketen gezwungen wurden, ansehen. Dort bricht Colette in Tränen aus, weil sie keine Blumen für ihren Bruder mitgenommen hatte. Nach der Tour überreicht sie Lucie Fouble einen Ring, den ihr Bruder für sie angefertigt hatte.

## Hintergrund
Der Film wurde von Anthony Giacchino gedreht und von Alice Doyard in Zusammenarbeit mit Electronic Arts, Oculus und Respawn Entertainment für den Guardian produziert. Die Dokumentation ist zudem Teil des VR-Videospiels Medal of Honor: Above and Beyond. Die Idee kam Giacchino und Doyard, als sie eine Dokumentation über einen US-amerikanischen Weltkriegsveteranen drehten, der in der Normandie während der Operation Overlord notlandete. Ihr Fremdenführer stellte ihnen Colette Marin-Catherine vor. Es entstand ein Interview, doch die beiden Filmemacher wollten nicht nur ein einfaches Porträt. Zunächst schien es ihnen nicht möglich, Marin-Catherine zu überreden, das KZ Mittelbau-Dora zu besuchen, da sie eine starke Abneigung gegen den Ort beziehungsweise Deutschland im Allgemeinen hatte und 70 Jahre lang versucht hatte, die Vergangenheit zu vergessen. Bei ihren Recherchen stießen sie jedoch auf die angehende Historikerin Lucie Fouble, die zu ihrem Bruder recherchierte. Mit der Unterstützung der jungen Frau gelang es ihnen, den Film umzusetzen.
Dabei achteten die beiden Filmemacher auf die Pietät und gaben Marin-Catherine die Möglichkeit zu bestimmen, wann die Kamera aufhören solle zu filmen. Vor jeder Szene stellten sie dar, wie sie diese Szene filmen würden, gaben der Frau aber die Kontrolle über die Szene und den Freiraum, ihre Gefühle auszudrücken sowie das letzte Wort.
Der Film wurde bei der Oscarverleihung 2021 als Bester Dokumentar-Kurzfilm ausgezeichnet.

## Rezeption
Bei der Vorstellung von Colette nach der Oscar-Nominierung schrieb Dino Pozzi auf der SRF-Website, sie erstaune „nicht zwingend“. In knapp 25 Minuten setze sich der Film auf respektvolle Art und Weise ausführlich mit einem Thema auseinander, dessen Relevanz außer Frage stehe.